# قرنطینه ۲۰۲۰ ایتالیا
در ۹ مارس ۲۰۲۰، دولت ایتالیا در زمان نخست‌وزیری جوزپه کونته در پاسخ به شیوع فزاینده بیماری کروناویروس ۲۰۱۹ قرنطینه ملی اعلام کرد. این قرنطینه شامل محدود کردن رفت و آمد مردم، به‌جز شرایط اضطراری، موارد کاری و موارد مربوط به سلامت است. محدودیت‌های تکمیلی قرنطینه، تعطیلی موقت فروشگاه‌ها و کسب و کارهای غیرضروری را الزامی کرد. این قرنطینه، از محدودیت اولیه‌ای که در روز قبل اعلام شده بود، و شانزده میلیون نفری که کل منطقه لمباردی و چهارده استان همجوار در امیلیا-رومانیا، ونتو، پیمونت و مارکه را تحت تأثیر قرار داده بودند را در بر می‌گرفت، و پیش از آن، قرنطینه در مقیاس کوچکتر یازده شهرداری در استان لودی، که از اواخر فوریه آغاز شده بود، متابعت می‌کرد.
اقدامات قرنطینه، با وجود تأیید گسترده توسط افکار عمومی، به عنوان بزرگترین سرکوب حقوق مشروطه در تاریخ جمهوری توصیف شده‌است.

## پیش‌زمینه
به دنبال شیوع بیماری کروناویروس ۲۰۱۹، دولت ایتالیا اولین موارد بیماری این کشور را در ۳۰ ژانویه ۲۰۲۰ تأیید کرد. زمانیکه این ویروس در دو گردشگر چینی که از ایتالیا بازدید می‌کردند، شناسایی شد. مورد سوم که یک بیمار ایتالیایی بود که ووهان را ترک کرده بود، در ۷ فوریه تأیید شد. در ۲۱ فوریه، تعداد موارد تأیید شده افزایش یافت. زمانیکه آلوده شدن شانزده نفر در لمباردی و ونتو تأیید شد. به دنبال دو مرگ نخست مبتلایان به ویروس، چندین شهر لمباردی به دلیل تعداد زیاد بیماران مبتلا در منطقه، تحت قرنطینه قرار گرفت.

## تاریخچه

### قرنطینه اولیه

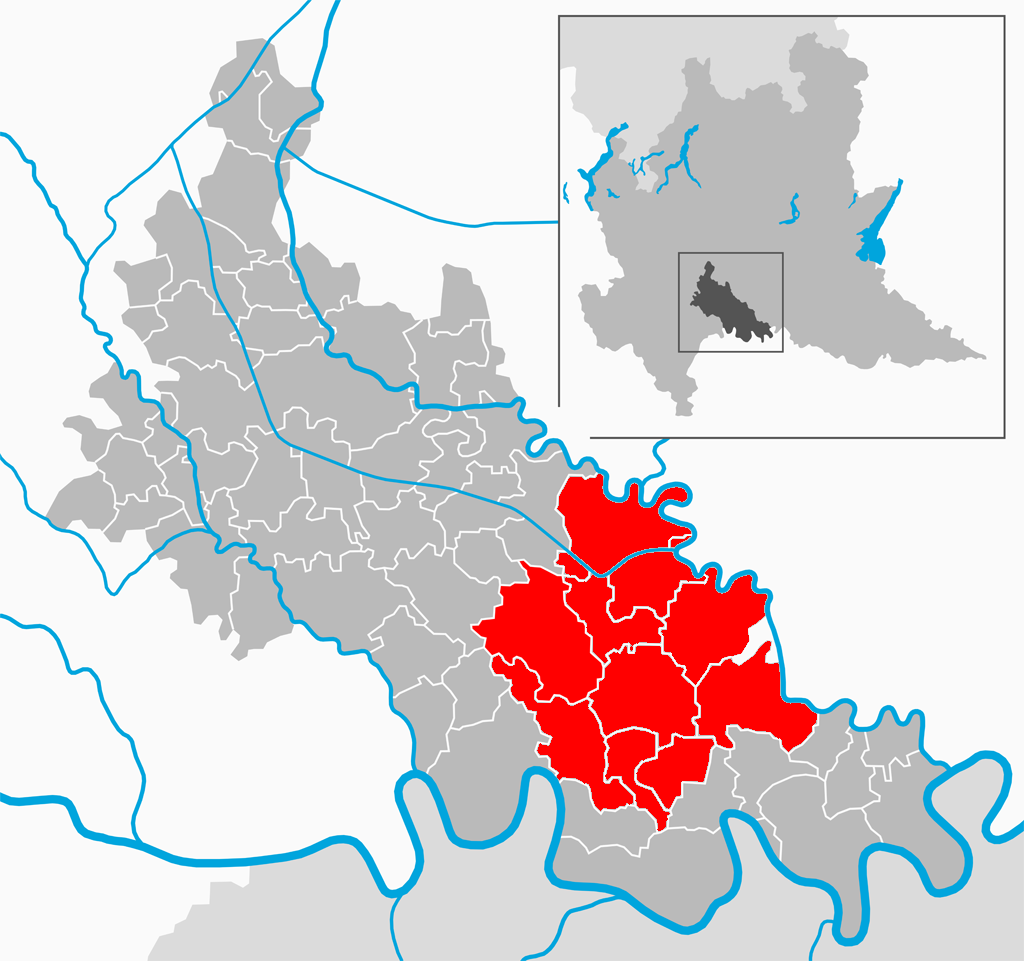
نقشه استان لودی که شهرداری‌های قرنطینه‌شده را قبل از گسترش در منطقه نشان می‌دهد.

اولین قرنطینه در حدود ۲۱ فوریه آغاز شد و یازده شهرداری استان لودی در لمباردی را شامل شده و حدود ۵۰٬۰۰۰ نفر را تحت تأثیر قرار داد. در شهر کودونیو (با ۱۶۰۰۰ نفر جمعیت)، که بیشترین میزان تاثیرپذیری را داشت، ماشین‌های پلیس راه را به داخل و خارج از منطقه قرنطینه مسدود کرده و موانعی را در مسیر ایجاد کردند. قرنطینه‌کردن «منطقه قرمز» در ابتدا توسط پلیس و کارابینیری انجام می‌شد و در ۲۷ فوریه گزارش شد که ۴۰۰ پلیس با ۳۵ نقطه بازرسی، در حال اجرای آن بودند. در ابتدا قرار بود که قرنطینه تا ۶ مارس ادامه داشته باشد. در حالیکه ساکنان اجازه داشتند خانه‌های خود را ترک کرده و ملزوماتی مانند غذا و دارو را به خانه‌های خود وارد کنند. حضور در مدرسه و محل کار مجاز نبود و اجتماعات عمومی ممنوع بود. قطار نیز با استفاده از مسیر فرعی از منطقه می‌گذشت.

### گسترش به استان‌های شمالی
در اوایل روز یکشنبه ۸ مارس، نخست‌وزیر ایتالیا جوزپه کونته، گسترش منطقه قرنطینه برای تحت پوشش قراردادن بخش اعظمی از شمال ایتالیا را اعلام کرد. این اقدام سفر کردن شانزده میلیون نفر را از مناطق آلوده، به مناطق آلوده و درون مناطق آلوده محدود می‌کرد. مراسم تدفین و رویدادهای فرهنگی ممنوع شد و مردم در مکان‌های عمومی مانند رستوران‌ها، کلیساها و سوپرمارکت‌ها، ملزم به حفظ فاصله یک متری از یکدیگر شدند. کونته بعداً در یک کنفرانس مطبوعاتی توضیح داد که این حکم یک «ممنوعیت مطلق» نیست و مردم کماکان برای «نیازهای اثبات شده شغلی، شرایط اضطراری یا به دلایل سلامتی» قادر به استفاده از قطارها و هواپیماها به سمت منطقه و از سمت منطقه می‌باشند. علاوه بر این، توریست‌های خارج از کشور کماکان مجاز به ترک منطقه بودند.
رستوران‌ها و کافه‌ها اجازه فعالیت داشتند، اما فعالیت آنها به ۶ صبح تا ۶ عصر محدود شد. در حالیکه بسیاری از مکان‌های عمومی دیگر مانند سالن‌های ورزشی، کلوپ‌های شبانه، موزه‌ها و استخرها بطور کامل بسته شدند. به کسب و کارها دستور داده شد که «فرایندهای کار کردن هوشمند» را اجرا کنند تا به کارمندان خود اجازه دهند که از خانه کار کنند. این حکم که تا تاریخ ۳ آوریل قابل اجرا بود، علاوه بر این، هرگونه مرخصی برای کارکنان پزشکی را لغو کرد و به دولت اجازه داد تا جریمه یا حداکثر سه ماه زندان را برای افرادی که بدون اجازه در حال خروج یا ورود به منطقه آلوده دستگیر شده‌اند، اعمال کند. این حکم همچنین محدودیت‌هایی را برای اجتماعات عمومی در نقاط دیگر ایتالیا، اعمال کرد. با این حکم، «منطقه قرمز» ابتدایی نیز لغو شد (هرچند که شهرداری‌ها کماکان در محدوده قرنطینه بودند).
اقدامات قرنطینه انجام گرفته توسط ایتالیا، به‌عنوان رادیکال‌ترین اقدام انجام گرفته علیه شیوع، خارج از اقدامات قرنطینه انجام گرفته در چین مطرح شد. در زمان این حکم، بیش از ۵ هزار و ۸۰۰ مورد کروناویروس با ۲۳۳ مورد مرگ در ایتالیا تأیید شده بود. پیش نویس این حکم اواخر شنبه شب، پیش از اجرا، به رسانه‌ها راه یافت و توسط کوریره دلا سرا منتشر شد. نتیجه این انتشار، ایجاد وحشت در مناطق آماده قرنطینه و برانگیختن واکنش‌های سیاستمداران منطقه بود. لا رپوبلیکا گزارش داد که صدها نفر از مردم میلان، به‌عنوان بخشی از شتاب همگانی برای خروج از منطقه قرمز گسترش‌یافته، برای خروج از شهر به آخرین قطارهای شنبه شب هجوم بردند. با این حال، طی ساعاتی پس از امضای این حکم، رسانه‌ها گزارش دادند که با وجود قطارها و هواپیماهایی که هنوز از سمت منطقه و به سمت منطقه فعال هستند، و رستوران‌ها و کافه‌هایی که به‌صورت عادی دایر هستند، تغییرات به‌طور نسبی کم بوده‌است. بی‌بی‌سی گزارش داد که برخی پروازها به میلان در تاریخ ۸ مارس ادامه یافت، هرچند که چندین پرواز لغو شد. دستورالعمل‌های جدید برای کروناویروس، مسئولیت تصمیم‌گیری در مورد تعلیق پروازها را به قضات محلی واگذار کرد.
| استان                   | منطقه                   | جمعیت      |
| ----------------------- | ----------------------- | ---------- |
| آلساندریا               | پیمونت                  | ۴۲۰٬۰۱۷    |
| آسته                    | پیمونت                  | ۲۱۴٬۳۴۲    |
| برگامو                  | لمباردی                 | ۱٬۱۱۵٬۵۳۶  |
| برشا                    | لمباردی                 | ۱٬۲۶۵٬۹۵۴  |
| کومو                    | لمباردی                 | ۵۹۹٬۲۰۴    |
| کریمونا                 | لمباردی                 | ۳۵۸٬۹۵۵    |
| لکو                     | لمباردی                 | ۳۳۷٬۳۸۰    |
| لودی                    | لمباردی                 | ۲۳۰٬۱۹۸    |
| منتووا                  | لمباردی                 | ۴۱۱٬۹۵۸    |
| میلان                   | لمباردی                 | ۳٬۲۶۳٬۲۰۶  |
| مودنا                   | امیلیا-رومانیا          | ۷۰۵٬۴۲۲    |
| مونتسا و بریانتسا       | لمباردی                 | ۸۷۵٬۷۶۹    |
| نووارا                  | پیمونت                  | ۳۶۸٬۶۰۷    |
| پادووا                  | ونتو                    | ۹۳۸٬۹۵۷    |
| پارما                   | امیلیا-رومانیا          | ۴۵۲٬۰۲۲    |
| پاویا                   | لمباردی                 | ۵۴۵٬۸۸۸    |
| پزارو و اوربینو         | مارکه                   | ۳۵۸٬۸۸۶    |
| پیاچنزا                 | امیلیا-رومانیا          | ۲۸۷٬۱۵۲    |
| رجو امیلیا              | امیلیا-رومانیا          | ۵۳۱٬۸۹۱    |
| ریمینی                  | امیلیا-رومانیا          | ۳۳۹٬۴۳۷    |
| سوندریو                 | لمباردی                 | ۱۸۰٬۸۱۱    |
| ترویزو                  | ونتو                    | ۸۸۸٬۲۹۳    |
| وارزه                   | لمباردی                 | ۸۹۰٬۷۶۸    |
| ونیز                    | ونتو                    | ۸۵۷٬۸۴۱    |
| وربانو-کوزیو-اوسولا     | پیمونت                  | ۱۵۷٬۸۴۴    |
| ورچلی                   | پیمونت                  | ۱۷۰٬۲۹۸    |
| مجموع جمعیت تحت قرنطینه | مجموع جمعیت تحت قرنطینه | ۱۶٬۴۶۶٬۶۳۶ |

استان‌هایی که از ۸ مارس تحت قرنطینه هستند.

از تاریخ ۸ مارس، منطقه تحت قرنطینه علاوه بر چهارده استان در پیمونت، ونتو، امیلیا-رومانیا و مارکه، کل منطقه لمباردی را نیز تحت پوشش قرار داد. این منطقه شامل شهرهای میلان و ونیز بود و سه منطقه مجزا (اطراف لمباردی، اطراف ونیز، و منطقه دیگری پیرامون سان مارینو) را در برمی‌گیرد. منطقه آلوده بیش از شانزده میلیون نفر جمعیت، تقریباً یک چهارم از جمعیت ایتالیا را داراست. قرنطینه مساحتی حدود ۵۶٬۰۰۰ کیلومتر مربع (۲۲٬۰۰۰ مایل مربع) را دربرگرفته‌است.

### گسترش در سراسر کشور
شامگاه ۹ مارس، اقدامات قرنطینه در کل کشور گسترش یافت و از روز بعد به مرحله اجرا درآمد. کونته در یک خطابه تلویزیونی توضیح داد که این اقدامات سفر کردن را به موارد ضروری برای کار و شرایط اضطراری خانوادگی محدود می‌کند و تمام رویدادهای ورزشی لغو خواهد شد. ایتالیا نخستین کشوری بود که در نتیجه شیوع ۲۰۲۰ کروناویروس، یک قرنطینه ملی را اجرا کرد.
کونته در ۱۱ مارس اعلام کرد که با تعطیلی تمام کسب و کارهای تجاری و خرده‌فروشی، به‌جز آنهایی که مانند دکه‌های بقالی، فروشگاه‌های مواد غذایی و داروخانه‌ها، خدمات ضروری را ارائه می‌دهند، محدوده بیشتری تحت قرنطینه قرار می‌گیرد. در ۱۹ مارس، با بیش از ۳۵٬۰۰۰ مورد تأیید شده و نزدیک به ۳٬۰۰۰ مورد مرگ ناشی از این بیماری، کونته اظهار داشت که قرنطینه احتمالاً پس از مهلت اولیه خود در ۳ آوریل، تمدید می‌شود.
لوئیجی دی مایو، وزیر امور خارجه، گفته‌است که این قرنطینه برای ایتالیا ضروری بوده‌است. مقامات ایتالیایی برای کسانی که از دستورات پیروی نمی‌کنند مجازات‌هایی را وضع کردند. حتی آنهایی که با علائم بیماری، در مکان‌های عمومی حضور می‌یابند، به‌عنوان تهدید سرایت عمدی تلقی می‌شوند.
در ۲۱ مارس، کونته با تعطیل کردن کلیه کسب و کارها و صنایع غیر ضروری، گسترش بیشتر قرنطینه را اطلاع‌رسانی کرد. این اقدام پس از افزایش تعداد موارد و مرگ و میر، در روزهای قبل، و پس از آنکه چندین مؤسسه، از جمله اتحادیه‌های صنفی، شهرداران و روسای منطقه‌ای، خواستار تعطیلی عمومی سیستم تولید ایتالیا شدند، صورت گرفت. در ۲۲ مارس، لمباردی اقدامات خود را تشدید کرد و تمام فعالیت‌های بدنی در فضای باز و استفاده از دستگاه‌های فروش خودکار را نیز ممنوع کرد.